# Csacsa

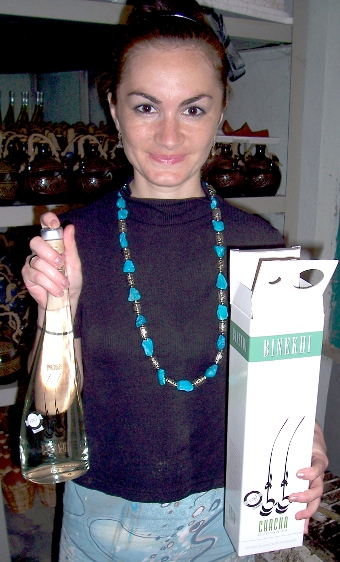
Egy üveg kitüntetett minőségű termék a Binekhi Estragon

A csacsa (grúzul ჭაჭა, ch’ach’a) hagyományos grúz törkölypárlat. Az ital neve a szőlőtörmelék vagy szőlőpogácsa, azaz a borszőlő kipréselése után visszamaradó szilárd anyag grúz nevéből származik. Jellemzően fehér szőlőfajtákból, a vizes törköly lepárlásával készül, de sok más gyümölcsből, például fügékből, körtéből, mandarinból, faeperből, sőt mézből is készítenek csacsát.

## Készítése – kereskedelmi és magántermelés
A csacsa eredetileg a házi borkészítés mellékterméke volt, a köznyelvben grúz vodkának vagy szőlővodkának is nevezik. A magánházaknál főzött párlatok jellemzően vörösréz üstökben, a pálinkakészítés hagyományos módszerével készülnek, és a gazda személyes tapasztalata, ízlése határozza meg az ital alkoholtartalmát, ízét és illatát. A házi készítésű törkölypárlatoknál nincs rögzített alkoholtartalom, részaránya 40-70 százalék között mozoghat. Néhány helyen fahordóban pihentetik, hogy a fából beoldódó aromakomponensekkel és színanyaggal gazdagodjon az ital.
A csacsa a 19. és 20. században vált nagyüzemi termékké, napjainkban már számos szeszfőzde, professzionális lepárló és pincészet saját termékcsaládjába építve készíti, és a kereskedelmi forgalomban értékesíti. Az üzemi előállítási folyamat szabályozott: a csacsa kizárólag szőlő felhasználásával készülhet, lágy, enyhén aromás ízű, 45% alkoholtartalmú ital, amit általában 0,5 literes üvegbe palackoznak, és a gyártó saját címkéjével látják el. Fogyasztás előtt legalább fél évig érlelik, pihentetik. Az egyik leghíresebb csacsa a Binekhi Estragon, amelyet a 2007-es Mundus Vini-díj ezüstérmével ismertek el. 

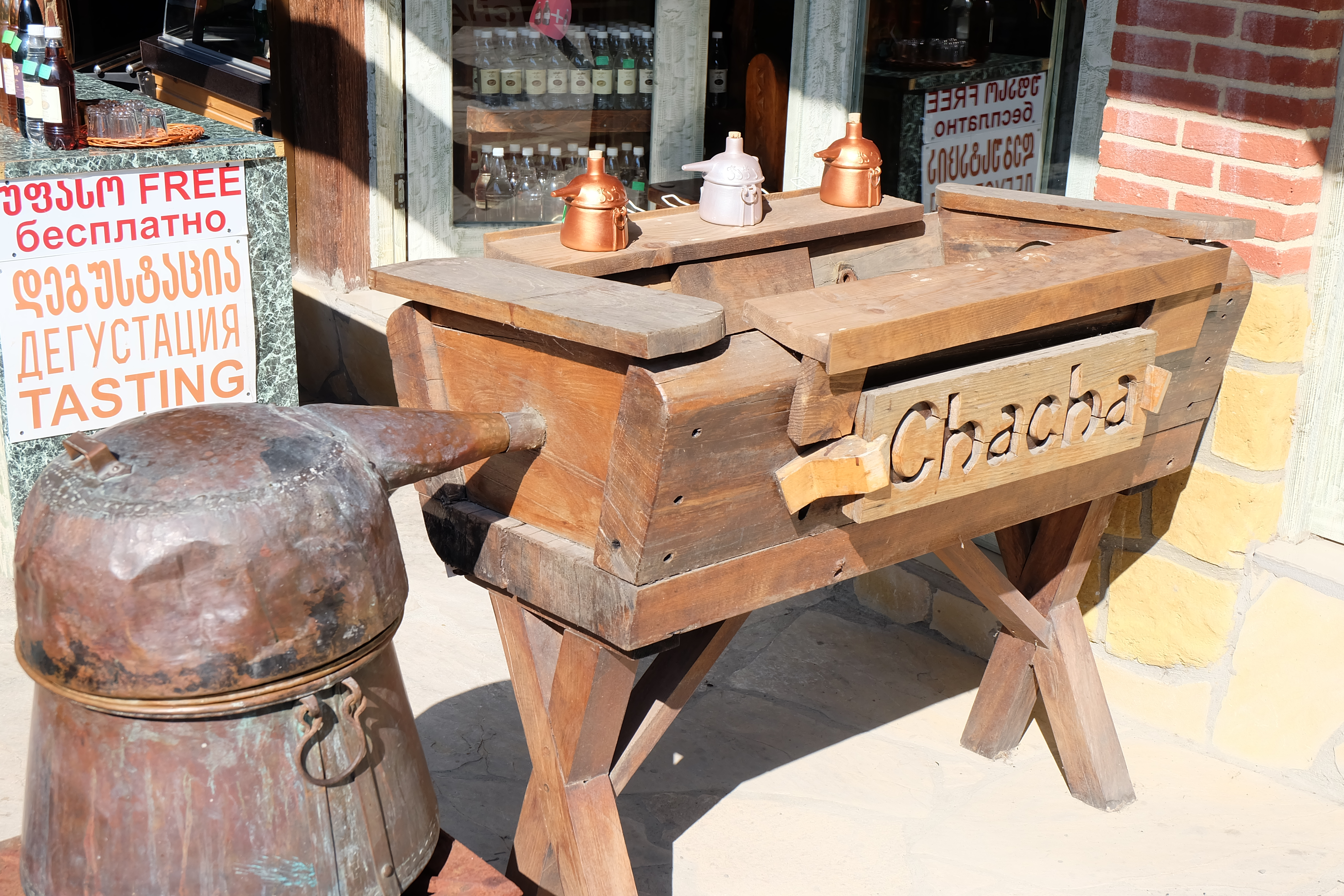
Egy tipikus házi csacsalepárló

Palackozott termék

A csacsát tisztán, lehetőleg jéghidegen és citromhéjjal szervírozva fogyasztják, de koktélokhoz is felhasználható. Különösen a falusi lakosság körében volt szokás, hogy reggel egy pohárka pálinkával kezdték a napot. Étkezések alkalmával az ország nyugati régióiban az édességek mellé fogyasztják, Kelet-Grúziában pedig a sós ételek előtt.

## Érdekességek
Mint a lepárlással finomított égetett szeszfélék többségét, a csacsát is alkalmazták gyógyszerként. Például a fül eldugulását és az emésztési zavarokat enyhítették vele, illetve külsőleg bedörzsölve a pattanások kialakulása ellen arcra is használták.
Az egykori washingtoni szovjet nagykövet, Andrej Andrejevics Gromiko jelentése szerint az 1945-ös jaltai konferencián Sztálin egy üveg csacsát adott ajándékba Franklin D. Rooseveltnek: „Véleményem szerint ez a legjobb vodka-fajta, bár jómagam a könnyebb borokat kedvelem.”
Az idegenforgalom fellendítése érdekében a fekete-tengeri Batumi város vezetése 2012 nyarán épített egy törkölypálinkát lövellő szökőkutat. A híres Csacsa-torony kútjából minden nap 19 órai kezdettel 10 percre víz helyett csacsa folyik.